# Cetatea Belogradcik

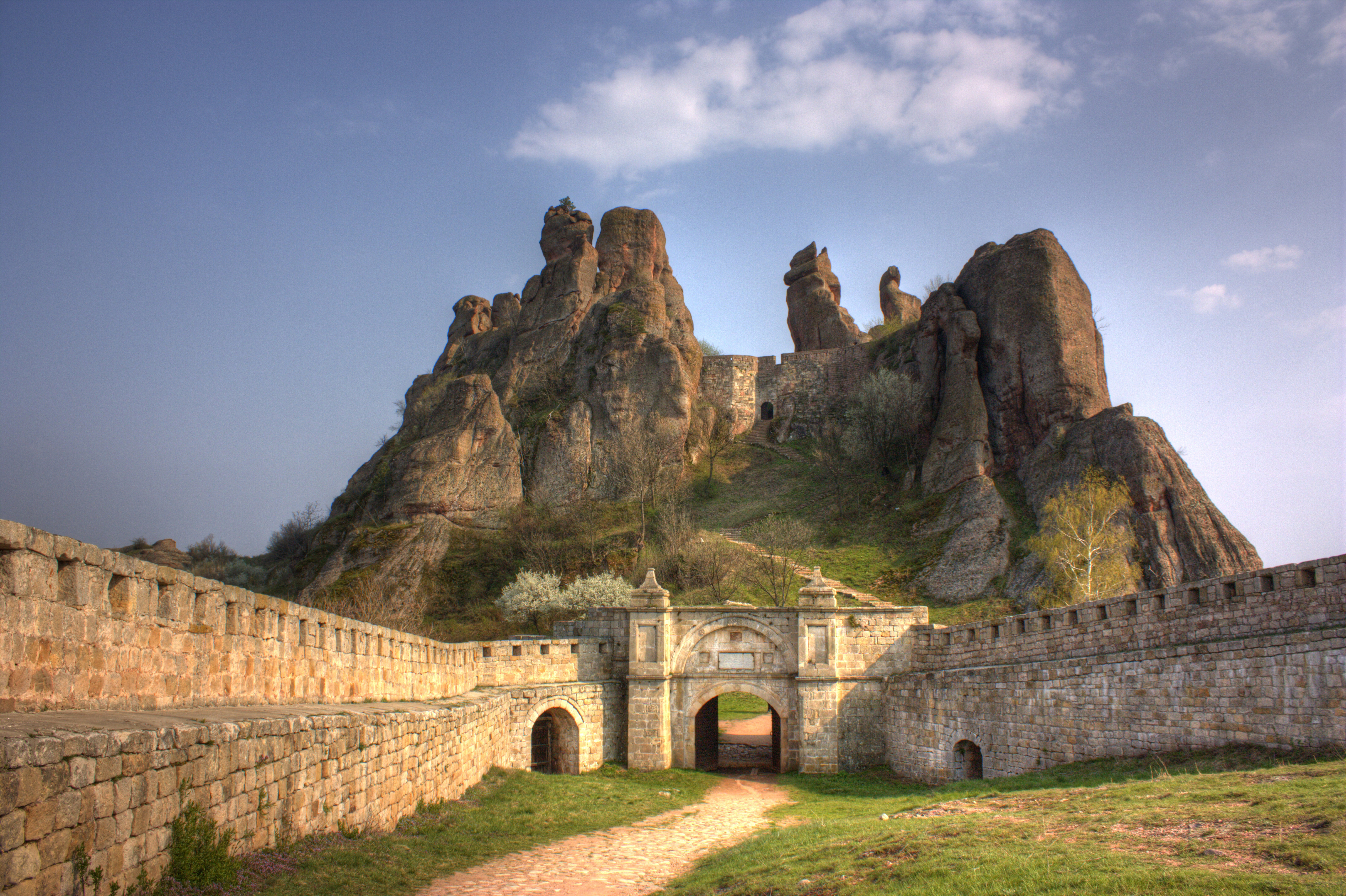
Cetatea Belogradcik

Cetatea Belogradcik (în bulgară Белоградчишка крепост, transliterat: Belogradciișka krepost), cunoscută și sub numele de Kaleto (în bulgară Калето, „cetatea” din turcă kale), este o cetate antică situată pe pantele nordice ale Munților Balcani, în apropierea orașului Belogradcik, aflat în nord-vestul Bulgariei, și este principala atracție culturală și istorică turistică a orașului, atrăgând împreună cu Stâncile de la Belogradcik fluxul principal de turiști în regiune. Aceasta este una dintre cele mai bine conservate cetăți din Bulgaria și un monument cultural de importanță națională.
Cetatea are ziduri sunt de peste 2 m grosime în fundație și ajung până la 12 m înălțime. Există trei curți separate și fortificate și ce sunt legate între ele prin porți. Cetatea are o suprafață totală de 10.210 mp. Cetatea Belogradcik a fost reconstruită pentru a deveni, mai târziu, un monument cultural important. Este gestionată de muzeul de istorie local.

## Istoria
Cetatea inițială a fost construită în timpul când regiunea făcea parte din Imperiul roman. Formațiunile de stânci din zonă au servit ca o protecție naturală, zidurile fortificate fiind practic construite numai în nord-vest și sud-est. Curtea este înconjurată de stânci de până la 70 m înălțime din celelalte părți.
Inițial, Cetatea Belogradcik a fost folosită pentru supraveghere și nu strict pentru apărare. Țarul bulgar al Vidinului Ivan Strațimir a extins vechea fortăreață în secolul al XIV-lea, construind garnizoane fortificate în fața stâncilor existente. În timpul domniei lui Strațimir, cetatea Belogradcik a devenit una dintre cele mai importante cetăți din regiune, imediat după cetatea Baba Vida aflată în Vidin.
În timpul cuceririi otomane a Bulgariei, cetatea a fost capturată de turci în 1396. Turcii au fost forțați să se extindă, din cauza acțiunilor intensificate ale haiducilor și insurgenților din regiune.
Schimbări considerabile s-au făcut la începutul secolului al XIX-lea. Aceste modificări au fost tipice pentru arhitectura castelelor otomane din acea perioada, realizându-se și o completă reorganizare, precum și o extindere a castelului. Elementele tipice europene au fost adăugate cetății Belogradcik de către inginerii francezi și italieni, care au participat în extindere.
Cetatea a avut un rol important în suprimarea otomană a Revoltei de la Belogradcik din 1850. Ultima oară, a fost folosită în timpul războiului sârbo-bulgar din 1885.

## Galerie

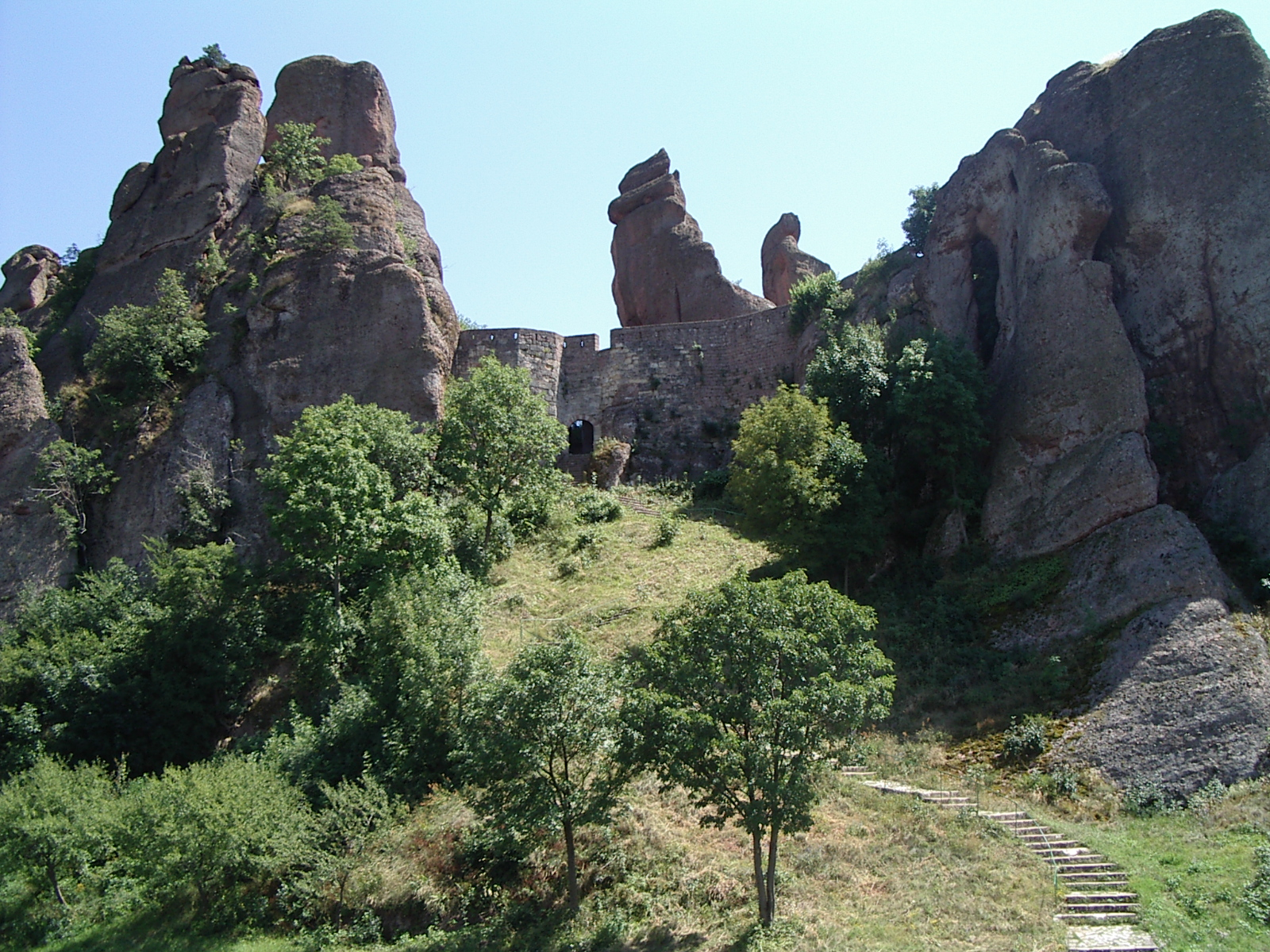
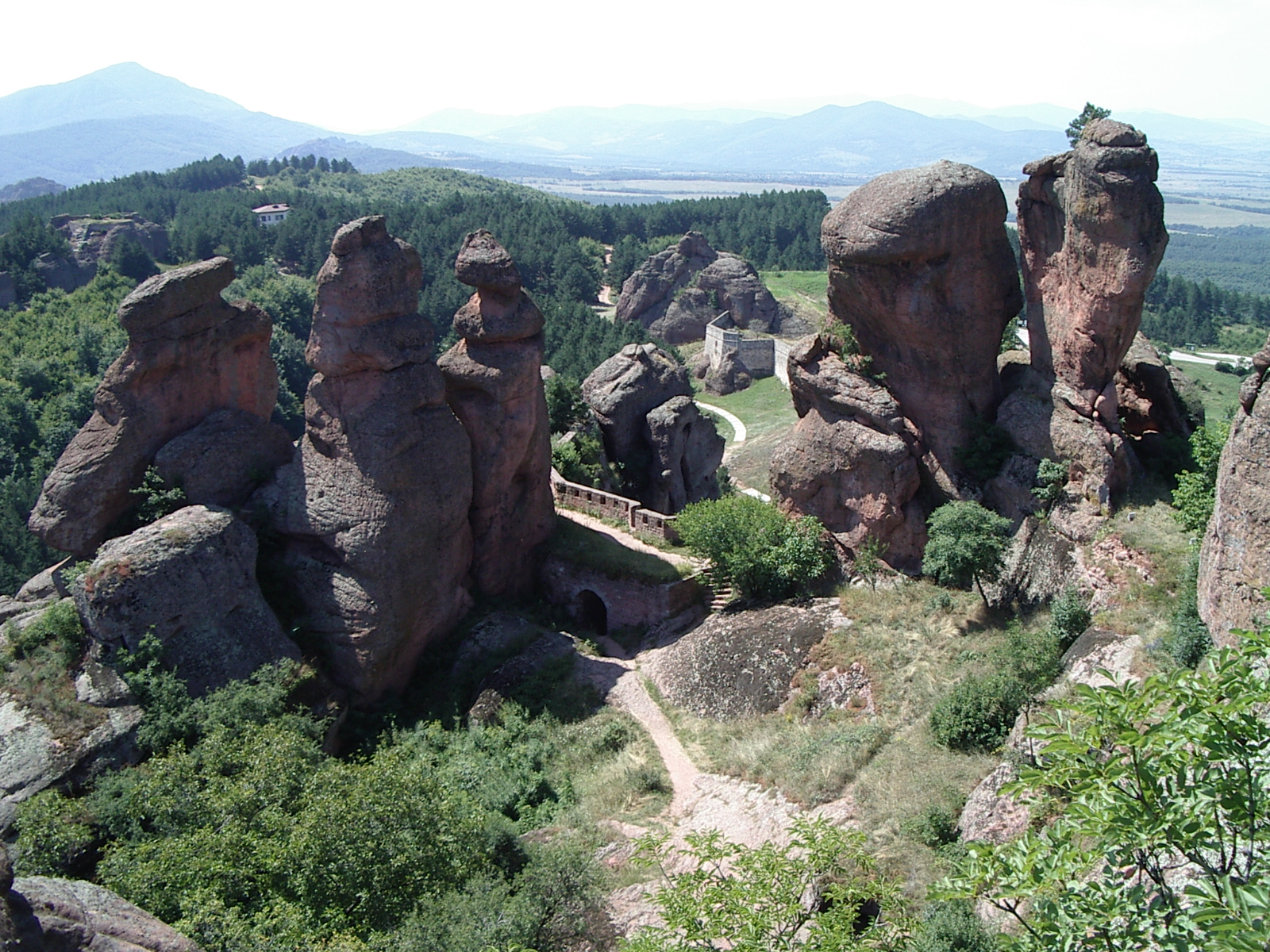
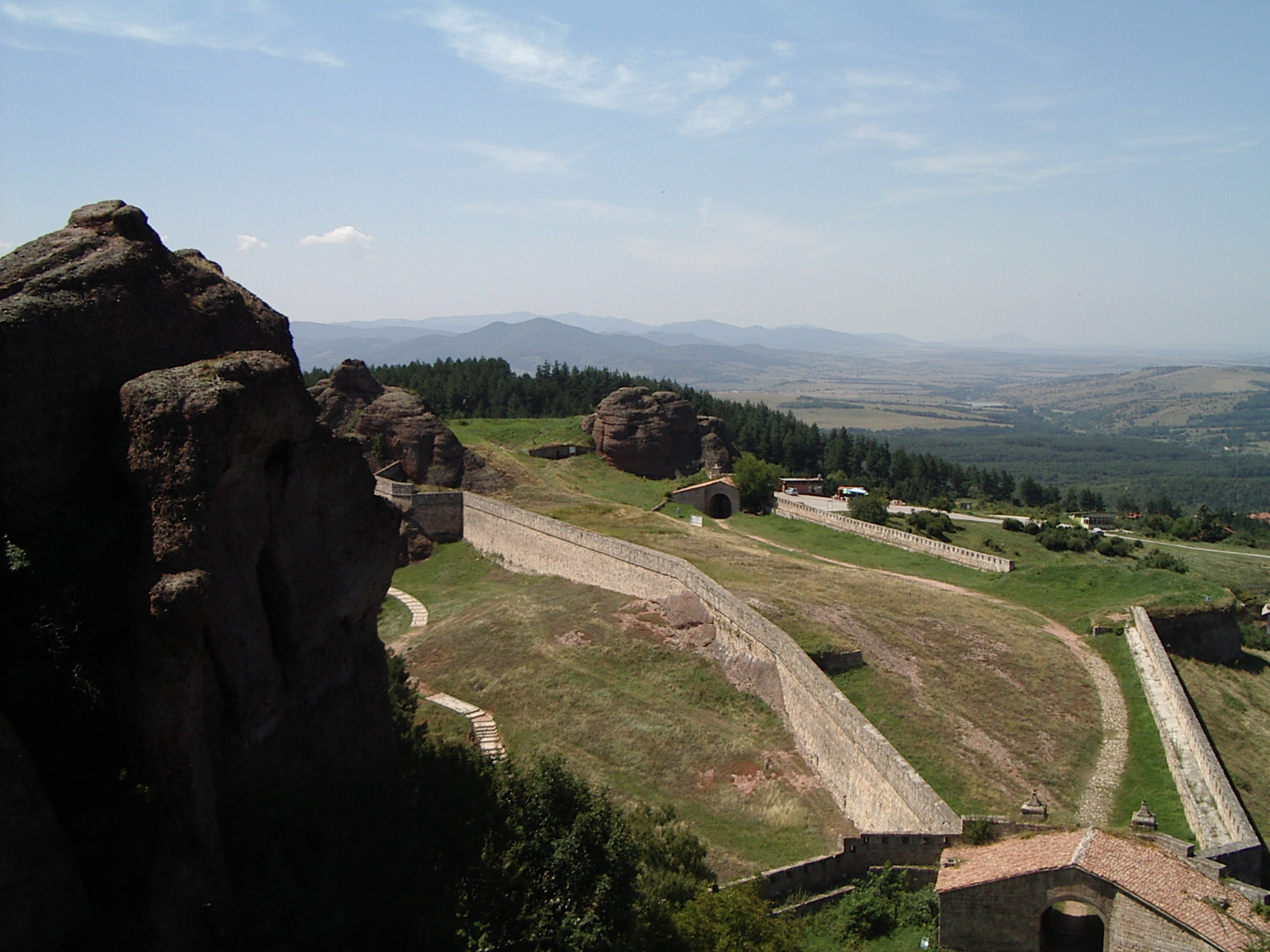
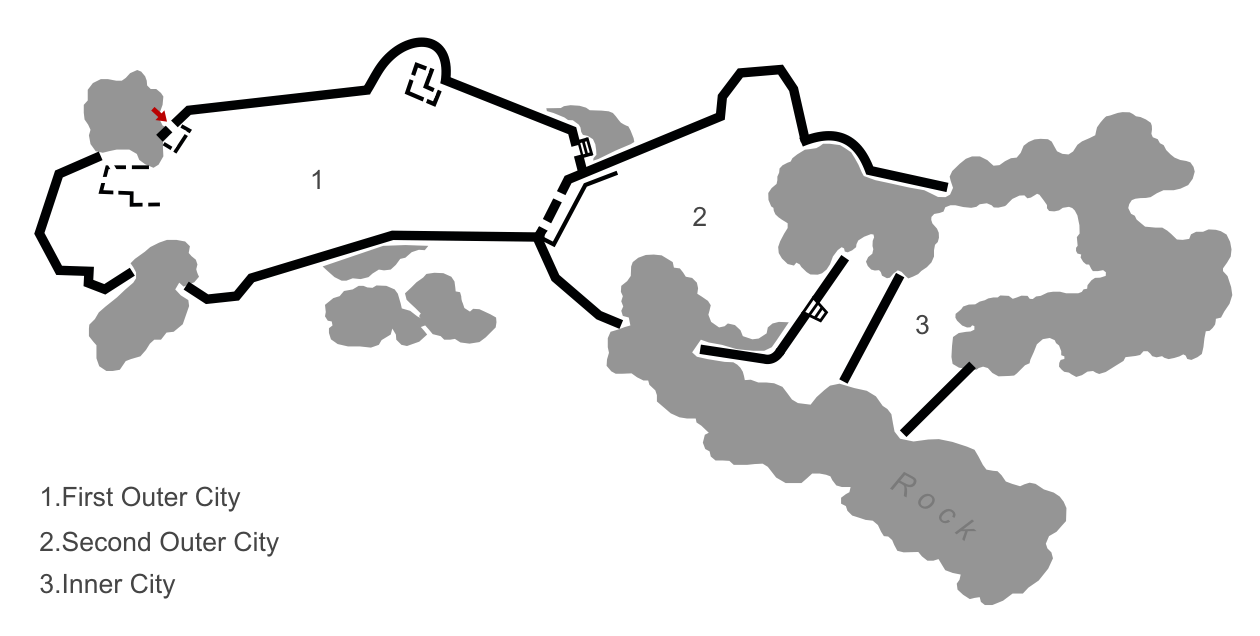
Planul